# Women’s Super League
Die Women’s Super League (gegenwärtiger Sponsorenname: AXA Women’s Super League, AWSL) ist die höchste Spielklasse im Schweizer Frauenfussball. Gegründet wurde die Liga, die bis 2019/20 Nationalliga A hiess, 1970. Amtierender Meister sind die YB Frauen, Rekordmeister ist der FC Zürich Frauen. Die Women’s Super League 2025/26 ist die 56. Spielzeit.

## Modus
Von der Saison 2010/11 bis zur Saison 2015/16 gliederte sich die Meisterschaft in zwei Teile: Nach der Qualifikationsrunde, die 10 Teams und 18 Runden umfasste, spielten die ersten acht Vereine in der Finalrunde um den Titel, während die beiden letztplatzierten Teams mit den beiden Ersten der Nationalliga B um den Auf- bzw. Abstieg kämpften. Hierbei wurden in der Finalrunde die bis dahin erspielten Punkte halbiert und noch einmal gegeneinander gespielt. In dem Auf-/Abstiegsplayoff wurde mit vier Teams zweimal gegeneinander gespielt.
In der Umbausaison 2016/17 spielte erst jeder zweimal gegeneinander, dann bestritten die ersten sechs Teams die Finalrunde, hier einmalig ohne Punktehalbierung. Die letzten vier Teams und die ersten beiden der Nationalliga B spielten eine einfache Runde (5 Spiele pro Team) um die beiden letzten Plätze in der obersten Klasse.
Von der Saison 2017/18 bis zur Saison 2020/21 bestand die NLA nur noch aus 8 Mannschaften. Damit wollte man das Niveau der Liga verbessern. Es gab keine Qualifikations- und Finalrunden mehr. Jeder spielte gegen jeden je zweimal zuhause und auswärts, sodass sich 28 Runden ergaben. Der Erstplatzierte war Schweizer Meister, während der Letztplatzierte in die Nationalliga B absteigen musste. Aufgrund der UEFA-Fünfjahreswertung war nebst dem Meister (Sechzehntelfinal) auch der Vizemeister (Qualifikation) für die UEFA Women’s Champions League qualifiziert.
Seit der Saison 2021/22 besteht die Liga aus zehn Mannschaften. Es wird eine Regular Season ausgetragen, in der jeder zweimal gegen jeden spielt (einmal zuhause, einmal auswärts). Die besten acht Teams bestreiten anschliessend Playoffs. Dabei werden die Viertel- und Halbfinalspiele im Europacup-Modus mit Hin- und Rückspiel ausgetragen. Die beiden Halbfinalsieger bestreiten ein Finalspiel um den Meistertitel. Die Verlierer der Viertelfinalspiele bestreiten Klassierungsspiele um die Plätze 5 bis 8. Über die Plätze 3 und 4 entscheidet die bessere Punktzahl in der Regular Season. Die beiden Letztplatzierten in der Regular Season bestreiten mit den beiden bestplatzierten Teams der Nationalliga B eine Auf-, Abstiegsrunde (zweimal jeder gegen jeden). Die beiden besten Teams verbleiben in der Super League oder steigen in diese auf. Der Schweizer Meister ist zur Teilnahme an der UEFA Women’s Champions League berechtigt. Erhält die Schweiz einen zweiten UWCL-Startplatz, qualifiziert sich der Sieger der Regular Season. Ist dieses Kriterium nicht anwendbar, erbt das unterlegene Team im Super-League-Final den zweiten UWCL-Platz.

## Teilnehmer Saison 2025/26
Siehe: Teilnehmer der Schweizer Fussballmeisterschaft der Frauen 2025/26

## Bisherige Meister
(Quellen: SFV/RSSSF)
- 1971: DFC Aarau
- 1972: DFC Aarau
- 1973: DFC Aarau
- 1974: DFC Aarau
- 1975: DFC Alpnach
- 1976: DFC Sion
- 1977: DFC Sion
- 1978: DFC Bern
- 1979: DFC Bern
- 1980: SV Seebach Zürich
- 1981: SV Seebach Zürich
- 1982: SV Seebach Zürich
- 1983: SV Seebach Zürich
- 1984: DFC Bern
- 1985: SV Seebach Zürich
- 1986: DFC Bern
- 1987: SV Seebach Zürich
- 1988: SV Seebach Zürich
- 1989: FC Rapid Lugano
- 1990: SV Seebach Zürich
- 1991: SV Seebach Zürich
- 1992: DFC Bern
- 1993: SV Seebach Zürich
- 1994: SV Seebach Zürich
- 1995: FFC Bern
- 1996: FFC Bern
- 1997: FFC Bern
- 1998: SV Seebach Zürich
- 1999: FC Schwerzenbach
- 2000: FFC Bern
- 2001: FFC Bern
- 2002: FC Sursee
- 2003: FC Sursee
- 2004: FC Sursee
- 2005: SC LUwin.ch Luzern
- 2006: SC LUwin.ch Luzern
- 2007: FFC Zuchwil 05
- 2008: FFC Zürich Seebach
- 2009: FC Zürich Frauen
- 2010: FC Zürich Frauen
- 2011: YB Frauen
- 2012: FC Zürich Frauen
- 2013: FC Zürich Frauen
- 2014: FC Zürich Frauen
- 2015: FC Zürich Frauen
- 2016: FC Zürich Frauen
- 2017: FC Neunkirch
- 2018: FC Zürich Frauen
- 2019: FC Zürich Frauen
- 2020: kein Meister
- 2021: Servette FC Chênois Féminin
- 2022: FC Zürich Frauen
- 2023: FC Zürich Frauen
- 2024: Servette FC Chênois Féminin
- 2025: YB Frauen

## Rekordmeister
- 24 Titel: FC Zürich Frauen (inkl. FFC Zürich Seebach und SV Seebach Zürich)
- 12 Titel: BSC Young Boys (inkl. FFC Bern und DFC Bern)
- 5 Titel: FC Luzern Frauen (inkl. SC LUwin.ch Luzern und FC Sursee)
- 4 Titel: DFC Aarau
- 2 Titel: DFC Sion, Servette FC Chênois
- 1 Titel: DFC Alpnach, FC Rapid Lugano, FC Schwerzenbach, FFC Zuchwil 05, FC Neunkirch

## Torschützenköniginnen
- 1999:  Maria Macrì
- 2000:  Anouk Macheret
- 2001:  Sylvie Gaillard
- 2002:  Monica Di Fonzo,  Corina Theiler
- 2003:  Monica Di Fonzo
- 2004:  Vanessa Bürki
- 2005:  Isabelle Meyer
- 2006:  Vanessa Bürki
- 2007:  Kristina Šundov
- 2008:  Veronica Maglia
- 2009:  Ana Maria Crnogorčević
- 2010:  Caroline Abbé,  Isabelle Meyer
- 2011:  Veronica Maglia
- 2012:  Nadja Hegglin
- 2013:  Inka Grings
- 2014:  Fabienne Humm
- 2015:  Patricia Willi
- 2016:  Fabienne Humm
- 2017:  Valentina Bergamaschi
- 2018:  Eunice Beckmann,  Caroline Müller,  Patricia Willi
- 2019:  Irina Brütsch,  Cara Curtin,  Fabienne Humm,  Kristina Maksuti,  Maeva Sarrasin
- 2021:  Stefanie de Além da Eira
- 2022:  Fabienne Humm,  Sina Cavelti
- 2023:  Fabienne Humm
- 2024:  Courtney Strode
- 2025:  Courtney Strode,  Stephanie Waeber